# ウィリアム・カー (第2代ロジアン侯爵)
第2代ロジアン侯爵ウィリアム・カー（英語: William Kerr, 2nd Marquess of Lothian、1661年 – 1722年2月28日）は、スコットランドの貴族、軍人。

## 生涯
初代ロジアン侯爵ロバート・カーとジーン・キャンベル（Jean Campbell、1700年5月18日埋葬、初代アーガイル侯爵アーチボルド・キャンベルの娘）の息子として、1661年に生まれた。
1692年8月4日に親族にあたる第4代ジェドバラ卿ロバート・カーが死去すると、ジェドバラ卿の爵位を継承した。さらに1703年2月15日に父が死去すると、ロジアン侯爵の爵位を継承した。
軍人としては1696年10月1日から1707年まで第7竜騎兵連隊の隊長を、1707年4月25日から1713年まで第3近衛歩兵連隊の隊長を務め、軍階では1702年に准将に、1704年に少将に、1707年に中将に昇進した。1713年の連隊長解任は政権交代によるものだったという。
政治家としては1688年の名誉革命を支持して、1685年、1686年、1702年、1704年の4度にわたってCommissioner of Supplyを務めた。スコットランド王国とイングランド王国の合同も熱烈に支持しており、1705年10月30日にシッスル勲章を授与されたほか、1708年から1709年までと1715年から1722年までスコットランド貴族代表議員を務めた。
1722年2月28日にロンドンで死去、3月6日にウェストミンスター寺院に埋葬された。息子ウィリアムが爵位を継承した。

## 人物
ジャコバイトのスパイであるジョン・マッキーによると、第2代ロジアン侯爵は「勇敢な人物で、国と酒瓶を愛する根からのリベルタン」だったという。

## 家族
1685年6月30日、ジーン・キャンベル（Jean Campbell、1712年7月31日没、第9代アーガイル伯爵アーチボルド・キャンベルの娘）と結婚、1男4女をもうけた
- ウィリアム（1690年頃 – 1767年） - 第3代ロジアン侯爵
- アン（1727年没） - 第7代ヒューム伯爵アレクサンダー・ヒュームと結婚、子供あり。その後、ヘンリー・オーグル（Henry Ogle）と再婚
- ジーン（1768年3月没） - 1703年以前、第5代クランストン卿ウィリアム・クランストンと結婚、子供あり
- エリザベス（1758年5月22日没） - 1711年頃、第13代ロス卿ジョージ・ロスと結婚、子供あり
- マーガレット - 1724年以前、アレクサンダー・ハミルトン（英語版）と結婚、5男1女をもうけた[5]

## 関連図書
- Handley, Stuart. "Kerr, William, second marquess of Lothian". Oxford Dictionary of National Biography (英語) (online ed.). Oxford University Press. doi:10.1093/ref:odnb/15469。 (要購読、またはイギリス公立図書館への会員加入。)

| 軍職                        | 軍職                                | 軍職                  |
| --------------------------- | ----------------------------------- | --------------------- |
| 先代 リチャード・カニンガム | 第7竜騎兵連隊隊長 1696年 – 1707年   | 次代 マーチモント伯爵 |
| 先代 ジョージ・ラムゼイ     | 第3近衛歩兵連隊隊長 1707年 – 1713年 | 次代 ダンモア伯爵     |
| スコットランドの爵位        |                                     |                       |
| 先代 ロバート・カー         | ロジアン侯爵 1703年 – 1722年        | 次代 ウィリアム・カー |
| 先代 ロバート・カー         | ジェドバラ卿 1692年 – 1722年        | 次代 ウィリアム・カー |